# Богданов, Валентин Яковлевич
Валентин Яковлевич Богданов (3 февраля 1916, Витебск — 14 октября 1992, Иваново) — советский оперный певец (баритон), народный артист РСФСР.

## Биография
Валентин Яковлевич Богданов родился 3 февраля 1916 года в Витебске. Трудовой путь начинал в 1931 году в Ленинграде учащимся ФЗУ. В 1933—1941 годах работал сначала механиком, затем мастером Ленинградского завода «Электроприбор». В 1942—1944 годах работал на заводе в Свердловской области. В 1944—1945 годах служил матросом на Черноморском флоте.
В 1945—1946 годах выступал солистом радиокомитета в Свердловске. В 1946—1951 годах — солист ансамблей песни и пляски военных округов в городах Иркутске, Киеве, Симферополе, Ташкенте, Чкалове (Оренбурге).
В 1947 году окончил Свердловскую консерваторию, находясь на военной службе.
В 1951—1963 годах работал в театрах оперы и балета, музыкальной комедии, музыкально-драматическом в городах Алма-Ате, Бийске, Воронеже, Иваново, Куйбышеве, Магадане, Хабаровске. В 1963—1967 годах был солистом Горьковского театра оперы и балета.
В 1967—1981 годах работал в Пермском театре оперы и балета. Выступал как концертный певец.
Перестал петь в оперном театре после инфаркта, который случился с ним прямо на сцене во время спектакля. После этого переехал в Иваново, где когда-то выступал в театре музыкальной комедии.
Умер 14 октября 1992 года в Иванове.

## Награды и премии
- Заслуженный артист РСФСР (27.01.1971).
- Народный артист РСФСР (6.12.1973).

## Работы в театре

### Ивановский театр музыкальной комедии
- «Вольный ветер» Исаака Дунаевского — Янко
- «Холопка» Николая Стрельникова — Андрей
- «Дочь фельдмаршала» Фельцмана — Ставраков
- «Марица» Кальмана — Тассило
- «Фиалка Монмартра» Кальмана — Рауль
- «Весёлая вдова» Легара — граф Данило
- «Осенние маневры» Кальмана — Лоренти
- «Фраскита» Легара — Арман

### Пермский театр оперы и балета
- «Царская невеста» Римский-Корсаков — Грязной
- «Бал-маскарад» Верди — Ренато
- «Аида» Верди — Амонасро
- «Дон Карлос» Верди — Великий инквизитор
- «Кармен» Бизе — Эскамильо
- «Чёрт и Кача» А. Дворжака — Марбуэль
- «Демон» А. Г. Рубинштейн — Демон
- «Искатели жемчуга» Ж. Бизе — Зурга
- «Князь Игорь» Бородин — Князь Игорь
- «Чародейка» П. И. Чайковского — Князь Курлятев
- «Опричник» Чайковский — Вязьминский
- «Риголетто Дж. Верди — Риголетто
- «Трубадур Дж. Верди — Граф ди Луна
- «В бурю» Т. Н. Хренникова — Сторожев
- «Лоэнгрин» Р. Вагнера — Тельрамунд
- «Орлеанская дева» П. И. Чайковского — Дюнуа
- «Пиковая дама» П. И. Чайковского — Томский